# La Marea
La Marea és un mitjà de comunicació en castellà, editat en paper i de caràcter mensual. La Marea va sorgir de la cooperativa periodística Más Público, fundada per extreballadors de l'edició en paper del diari Público. El primer número va sortir a la venda el 21 de desembre de 2012. Així mateix, compta amb un diari digital, que està associat amb la revista digital sobre llibres En Cubierta, impulsada per la periodista Paula Corroto, exresponsable de Llibres de Público.

## Història
Després d'imprimir-se l'últim exemplar de Público, el 23 de febrer de 2012, la direcció van acomiadar al 85% dels treballadors, alguns dels quals van decidir fundar una cooperativa per comprar la capçalera que havia sortit a subhasta. El 22 de juny de 2012 se celebra la subhasta de la capçalera que finalment és guanyada per una immobiliària formada per pràcticament els mateixos accionistes de Mediapubli, anterior amo de la capçalera.
La cooperativa, inspirada en el diari alemany Die Tageszeitung, està composta de treballadors i lectors amb la intenció de crear un mitjà de masses lliure d'interessos empresarials i polítics, en comptar amb una base financera independent creada per milers de socis i lectors.
Després de la creació de la cooperativa, 500 persones es van unir al projecte mitjançant la compra de participacions de mil euros, o amb campanyes de micromecenatge.

## Números especials
Abans de llançar el primer número de La Marea el gener de 2013, la cooperativa ha publicat dos números especials en paper. El primer, al maig de 2012 amb motiu de l'aniversari del 15-M i el segon, al juny de 2012, per explicar les conseqüències del rescat a la banca espanyola.